# Sicyopterus caeruleus
Sicyopterus caeruleus är en fiskart som först beskrevs av Lacepède, 1800.  Sicyopterus caeruleus ingår i släktet Sicyopterus och familjen smörbultsfiskar. Inga underarter finns listade i Catalogue of Life.